# Prespa
Prespa (mac. Преспанско Езеро, gr. Λίμνες Πρέσπες, alb. Liqeni i Prespës) – jezioro u zbiegu granic Macedonii Północnej, Albanii i Grecji, w historycznym regionie Prespa. Terminem Prespa określa się dwa jeziora - Wielką i Małą Prespę.
Leży w tektonicznym obniżeniu na wysokości 967 m n.p.m.
Nad jeziorem żyją pelikany, kormorany i czaple.

## Wyspa Św. Achillesa
Na wyspie św. Achillesa na jeziorze Mała Prespa mieścił się w IX w. gród bułgarski, również noszący nazwę Prespa. W X/XI w. była stolicą cara Samuela, który tutaj został pochowany.
Przez pewien czas gród na wyspie był również siedzibą patriarchatu bułgarskiego. Po upadku Bułgarii w XI w. znajdował się tu ośrodek administracji bizantyjskiej, który następnie uległ zniszczeniu.
Na wyspie św. Achillesa zachowała się trójnawowa bazylika z końca X w. z kamiennymi tronami w prezbiterium i inskrypcją z roku 1000.